# Finse muziek

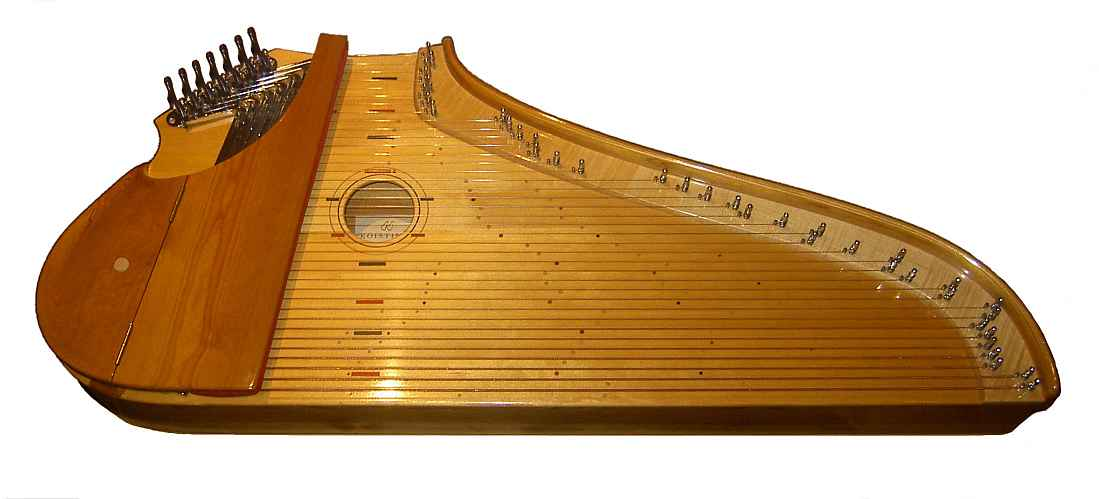
Een kantele, een traditioneel Fins instrument

De Finse muziek kenmerkt zich door haar vanuit traditie doorgegeven elementen van runenmelodieën, die in een kenmerkende folkloristische stijl op de 3- tot 5-snarige kantele werden begeleid.

## Geschiedenis
Finse muziek werd aanvankelijk traditioneel vooral mondeling overgeleverd. De volksmuziek was nauw verbonden met het nationale epos: de Kalevala. Later kregen dansen, balladen en volksliederen steeds meer een specifiek karakter dat meer met het land dan met het epos overeenstemde.
Sinds 1695 werd het Zweedse kerkelijke gezangboek de officiële leidraad voor liturgische toepassingen.
De Finse kunstmuziek stond aanvankelijk, vanaf ongeveer de 17e eeuw, sterk onder invloed van de Zweedse en Noord-Duitse muziek. Nationalistische stromingen, vooral na de scheiding tussen Finland en Zweden in 1809, drukten een ferm stempel op de muziek in Finland. Toch duurde het tot halverwege de 19e eeuw voordat de buitenlandse invloeden afnamen. Zo was lange tijd in Helsinki de muzikale leiding van de stad in handen van een Duitser (F. Pacius).

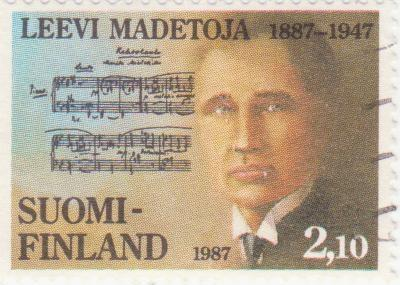
Postzegel met Finse componist Leevi Madetoja

Pas in de 19e eeuw begint de Finse kunstmuziek een eigen gezicht te krijgen en te bloeien. Componisten als Jean Sibelius en Selim Palmgren werden ook internationaal erkend en beïnvloedden de Finse muziek aanzienlijk. In hun schaduw bevonden zich onder anderen Armas Järnefelt, Leevi Madetoja en Oskar Merikanto. In de late 20e eeuw kregen zij opvolgers in Magnus Lindberg, Kalevi Aho en Kaija Saariaho. Een status-aparte hebben Uuno Klami en Leif Segerstam. De eerste schreef muziek die in tegenstelling tot Sibelius en vele anderen gericht was op Frankrijk. Segerstams muziek is uniek en is niet te vergelijken met andere klassieke muziek. Hij schrijft voornamelijk symfonieën (in 2012 zijn dat er 258!), daarnaast is hij een gewild dirigent voor Gustav Mahlers en Sibelius' werken.

## Kenmerken
De oorspronkelijke Finse muziek stoelt op runenmelodieën, die zich kenmerken door gebruik van pentatoniek in de melodie, en op een tetrachordstructuur. De solistische (en in Zuid-Finland ook met koorbegeleiding voorgedragen) en tweestemmige liederen laten in de Finse volksmuziek vanaf 17e eeuw tot in de 20e eeuw sporen na, waarbij ook invloeden van niet-Finse oorsprong steeds belangrijker werden.
Het algemeen verbreide volksinstrument is de kantele met 5 tot 30 snaren, In de kerkmuziek van Finland ziet men weliswaar veel gregoriaanse hymnen, antifonen en gezangen, doch zeer vaak is het Fins als taal erop toegepast. In later tijden deed ook de accordeon en het harmonium zijn intrede in de volksmuziek.
In de hedendaagse Finse muziek zijn alle westerse stromingen aanwezig -incluis het bijbehorende hedendaags overal gebruikte instrumentarium-, zowel die van klassiekere als meer populaire signatuur zoals hard-rock en heavy metal. Een aantal Finse populaire groepen en bands kiezen er uit cultureel oogpunt voor om hun teksten in het Fins te blijven zingen, waar anderen tegenwoordig ook met name Engelse teksten zingen.

## Samische cultuur
In het noorden van Finland leven de Sami, die traditionele muziek maken die verwant is aan die van de Noord-Amerikaanse Inuit. Deze vooral vocale muziek is vaak geënt op improvisatorische elementen, op niet direct rijmende teksten, en heeft vaak een spirituele achtergrond.